# 648 Pippa
För andra betydelser, se Pippa.
648 Pippa eller 1907 AE är en asteroid i huvudbältet, som upptäcktes 11 september 1907 av den tyska astronomen August Kopff i Heidelberg. Den är upplappad efter Pippa, en karaktär i Und Pippa tanzt av Gerhart Hauptmann.
Asteroiden har en diameter på ungefär 68 kilometer.